# Покер
Покерът е хазартна игра, която се играе с тесте от 52 карти. Броят на играчите може да варира от двама до десетима, но играта може да се играе и само от един човек на игрална машина в казино.
Съществуват стотици разновидности на покера. Има много и различни хипотези за възникването на играта. Може да се допусне, че сегашният покер е смесица от елементи на много игри с карти. С течение на времето покерът се развива и днес вече може да се играе във всяко казино, във всеки голям град. Новите технологии позволяват на човек да играе с хора от цял свят в интернет.

## История
Кънтримузиката и уестърните карат хората да мислят, че покерът е произлязъл в САЩ, но те по-скоро заблуждават, отколкото да дават обективна информация. Да, съвременният покер, такъв, какъвто го играем, наистина вероятно произлиза някъде там в Дивия запад, но корените на играта са още далеч преди Дивия запад, уестърните и каубоите с револвери. Знае се, че персите са играли игра с карти, много подобна на покер, а през XVI век в Германия и Франция произлизат игрите „Pochen“ и „Poque“. Постепенно французите пренасят играта в Новия свят и тя се играе в Ню Орлиънс, а от там по мисисипските параходи се разпространява.

### Сведения за покера
Английският актьор Джоузеф Кроуел първи документира наличието на играта през 1829 г. Той разказва как 4 души играят с тесте от 20 карти и залагат на картите, които държат. През 1834 г. Джонатан Грийн описва правилата на покера, който се играл по това време на лодките и корабите по река Мисисипи.
Отначало играта се е играла само с 20 карти, като се използват само асата, поповете, дамите, валетата и десетките. В играта са можели да участват от 2 до 4 играча.

## Възможни комбинации
Броят на възможните комбинации при раздаване на 5 от 52 карти за игра в покера е: {\displaystyle {52 \choose 5}=2598960}.
Броят на възможните комбинации при разиграванията е както следва:
| Карти в тестето | Комбинации при получаване на | Комбинации при получаване на | Комбинации при получаване на | Комбинации при получаване на | Комбинации при получаване на |
| --------------- | ---------------------------- | ---------------------------- | ---------------------------- | ---------------------------- | ---------------------------- |
| Карти в тестето | брой карти                   |                              |                              |                              |                              |
| Карти в тестето | 5                            | 1                            | 2                            | 3                            | 4                            |
| 52              | 2 598 960                    |                              |                              |                              |                              |
| 47              | 1 533 939                    | 47                           | 1081                         | 16 215                       | 178 365                      |
| 42              | 850 668                      | 42                           | 861                          | 11 480                       | 111 930                      |
| 37              | 435 897                      | 37                           | 666                          | 7770                         | 66 045                       |
| 32              | 201 376                      | 32                           | 496                          | 4960                         | 35 960                       |
| 27              | 80 730                       | 27                           | 351                          | 2925                         | 17 550                       |
| 22              | 26 334                       | 22                           | 231                          | 1540                         | 7315                         |
| 17              | 6188                         | 17                           | 136                          | 680                          | 2380                         |
| 12              | 792                          | 12                           | 66                           | 220                          | 495                          |
| 7               | 21                           | 7                            | 21                           | 35                           | 35                           |

Сила на картите във възходящ ред, като 2-ката е най-слабата, а асото най-силно: 2, 3, 5, 6, 7, 8, 9, 10, J, Q, K, A.

## Лимити на залагане
Всяка игра в покера има установени нива на залагане, наречени лимити. След като се установят нивата на залагане следва да се уточнят и лимитите на покачване.
Основните разновидности са три:

### Лимит покер
При лимитирания покер, нивото на всеки залог и стъпката на покачване са строго определени. Ако лимита е например $1/$2, малкият залог е $1, а големият е $2. В първите два рунда на залагане (на префлопа и флопа), стъпката на залагане/покачване е малкият залог – или $1, а в другите два (при търна и ривъра) нивото е равно на големия залог, т.е. $2.

### Ноу Лимит
При ноу лимит покера, има условие само за минималната стойност на залога. Ако играта е $1/$2, малкият блинд е $1, а големият $2, колкото е и минималната стойност на всеки един залог във всеки кръг на залагане. Максималният залог зависи единствено от броя чипове пред всеки един от играчите. По всяко време от играта, всеки един може да заложи всичко, което има пред себе си.

### Пот Лимит
Пот лимита е нещо средно между горните две разновидности. Докато минималния залог се определя както при ноу лимита, максималния залог се мени постоянно и е равен на общия брой чипове събрани по средата на масата от предходните залози в ръката. Тези чипове се наричат пот, от там и названието пот лимит.

## Терминология

### Флъш
Флош или флъш (от английски: Flush) се нарича ръката, която съдържа пет карти от една боя. Когато няколко играчи имат флош, се гледа най-силната карта. Напоследък все по-често се среща английското изговаряне.

### Фул хаус
Фул Хаус (full house) е ръка в покера, състояща се от чифт и три еднакви карти. Фул хаусът е също наричан и боут (boat) или фул боут (full boat), или фул барн (full barn). Ако двама играчи имат фул хаус, то по-високите три еднакви карти печелят. Ако имат същите три еднакви карти, то играчът с по-високия чифт печели.

### Фул ринг
Фул ринг (на английски: Full Ring) е термин, който се използва за маса със 7 – 10 играчи, наричана още 10max. В онлайн покера се предлагат маси с максимум 9 или 10 играчи. Играта на пълни маси е по-спокойна и не толкова агресивна, отколкото на „късите“ маси.

### Стрейт
Стрейт (на английски: Straight) е термин, който обозначава ръка от пет поредни карти, независимо от тяхната боя. Асото може да бъде използвано за най-висока или най-ниска карта. Например: 7♣ 6♠ 5♠ 4♥ 3♥.

### Стрейт флъш
Стрейт флъш (на английски: Straight Flush) е ръка като Стрейт, от пет поредни карти, но от една боя. Например: 8♥ 7♥ 6♥ 5♥ 4♥.

### Роял флъш
Роял флъш (на английски: Royal Flush) e възможно най-силната комбинация в покера, която се състои от десетка, вале, дама, поп и асо от една боя. Например: A♦ K♦ Q♦ J♦ 10♦.

## Онлайн покер
Все по-популярна става покер играта в Интернет. Многобройни сайтове предлагат възможността човек да играе от къщи онлайн. Начинът на депозиране става чрез интернет портфейли, дебитна или кредитна карта. Организират се големи турнири, в които понякога вземат участие над 5000 души от целия свят. Освен турнири, онлайн играчът може да избере да седне на обикновена покер маса, като за разлика от игрите на живо в Интернет има огромен избор от различни игри и лимити.
Друго предимство на онлайн покера е по-ниската такса за участие и възможността да се взима част от рейка обратно – рейкбек. По този начин таксата за участие в играта пада многократно и за много играчи това ще е разликата между това да са печеливши или губещи в покера.